# Карабастауская свита
Карабастауская свита — геологическая формация, расположенная в Южно-Казахстанской области, рядом с селом Кошкарата (Байдибекский район), на территории горы Каратау, относится к юрскому периоду. В отложениях свиты были найдены окаменевшие остатки рыб, растений, насекомых и некоторых наземных позвоночных, включая птерозавров.
2016 году палеонтологические участки Аулие и Карабастау вошли в список Всемирного наследия ЮНЕСКО в рамках Аксу-Джабаглинского национального парка.

## Палеофауна

### Позвоночные
| Batrachognathus | Volans B.  | An Anurognathid Pterosaur.       |
| Karatausuchus   | K. sharovi | An Atoposaurid Crocodylomorph.   |
| Karaurus        | K. sharovi | One of the earliest salamanders. |
| Sordes          | S. pilosus | A Rhamphorhynchid Pterosaur.     |

### Беспозвоночные
| Auliepterix        | A. mirabilis                           | A Micropterygid moth.                     |
| Omma               | Aberatum O., O. jurassicum, O. pilosum | Ommatid beetles                           |
| Palaeolepidopterix | P. aurea                               | A Micropterygid or Eolepidopterigid moth. |

Насекомые найденные в Карабастауской свите
- Karanemoura abrupta
- Karanemoura divaricata
- Bethylonymus curtipes
- Solenoptilon martynovi
- Bethylonymus robustus
- Bethylonymus pedalis
- Bethylonymus sibiricus
- Bethylonymus nigricornis
- Bethylonymus micrurus
- Bethylonymus microphthalmus
- Bethylonymus magnus
- Anomopterella mirabilis
- Juraphis karataviensis
- Arthrogaster seticornis
- Leptogastrella leptogastra
- Choristopterella stenocera
- Bethylonymellus buccatus
- Bethylonymellus minutus
- Bethylonymellus buccatus
- Nevania karatau
- Bethylonymellus microgaster
- Bethylonymellus euryurus
- Bethylonymellus cervicalis
- Bethylonymellus imperfectus
- Bethylonymellus oligocerus
- Bethylonymellus pallens